# 김도언 (1940년)
김도언(金道彦, 1940년 6월 15일 ~ )은 대한민국의 제26대 검찰총장을 역임한 법조인이자 제15대 국회의원이다. 본관은 강릉이며, 부산 출생이다.

## 생애
고시 16회이며 업무처리가 면도칼처럼 빈틈없는 전형적인 수사검사이며 차갑게 보이는 외모와는 달리 부하에게 자상한 외유내강형이라고 한다.
1993년 9월 16일부터 1995년 9월 15일까지 제26대 검찰총장을 지냈다. 1993년 인사청문회 고위공직자 재산공개때 37억여원의 재산을 신고하였다.
1996년 5월 30일부터 2000년 5월 29일까지 제15대 국회의원을 지내고, 현재 변호사로서 김도언법률사무소를 운영하고 있다.

## 학력
- 금정초등학교 졸업
- 동래중학교 졸업
- 동래고등학교 졸업
- 서울대학교 법학과 학사

## 경력
- 서울지방검찰청 특수1부장
- 1986년 대검찰청 형사부장
- 1987년 6월 8일 ~ 1989년 3월 28일 제31대 대전지방검찰청 검사장
- 1989년 3월 29일 ~ 1990년 3월 26일 제10대 수원지방검찰청 검사장
- 1991년 4월 18일 ~ 1992년 7월 28일 제32대 부산지방검찰청 검사장
- 1990년 법무부 검찰국장 겸 대검찰청 검사
- 1992년 9월 1일 ~ 1993년 3월 16일 제1대 대전고등검찰청 검사장
- 1993년 3월 15일 ~ 1993년 9월 16일 대검찰청 차장검사
- 1993년 9월 13일 ~ 1993년 9월 16일 검찰총장 직무대리
- 1993년 9월 16일 ~ 1995년 9월 15일 제26대 검찰총장
- 1996년 대한민국의 제15대 국회의원
- 2000년 법무법인 청률 고문 변호사
- (사)21세기 국가발전연구원 이사
- 김도언법률사무소 변호사

## 가족
부인 박혜숙과 1남 3녀를 두고 있다.

## 역대 선거 결과
| 실시년도 | 선거   | 대수 | 직책     | 선거구         | 정당     | 득표수   | 득표율          | 순위 | 당락 | 비고 |
| -------- | ------ | ---- | -------- | -------------- | -------- | -------- | --------------- | ---- | ---- | ---- |
| 1996년   | 총선   | 15대 | 국회의원 | 부산 금정구 을 | 신한국당 | 34,939표 | \| \| 57.21% \| | 1위  |      | 초선 |
|          | 57.21% |      |          |                |          |          |                 |      |      |      |